# 龍雲寺 (宮崎県高鍋町)
龍雲寺（りゅううんじ）は、江戸時代から明治4年（1871年）まで現在の宮崎県高鍋町上江松本にあった曹洞宗寺院。現在は廃寺。山号は瑞松山。本尊は釈迦文仏。表記により竜雲寺とも

## 歴史
慶長年中に秋月種長により建立された。開山は高源照屋。大竜寺とともに高鍋藩主秋月家の国元の菩提寺であり、寺領100石を与えられていた。明治時代の廃仏毀釈による放火で焼失し、そのまま明治4年（1871年）に廃寺となる。

## 墓地
旧龍雲寺墓地には藩主の他、上杉治憲が米沢藩主上杉重定の養子になる際に治憲に訓示を与えた家老三好家の墓もあった。